# Nocna Zmiana Bluesa

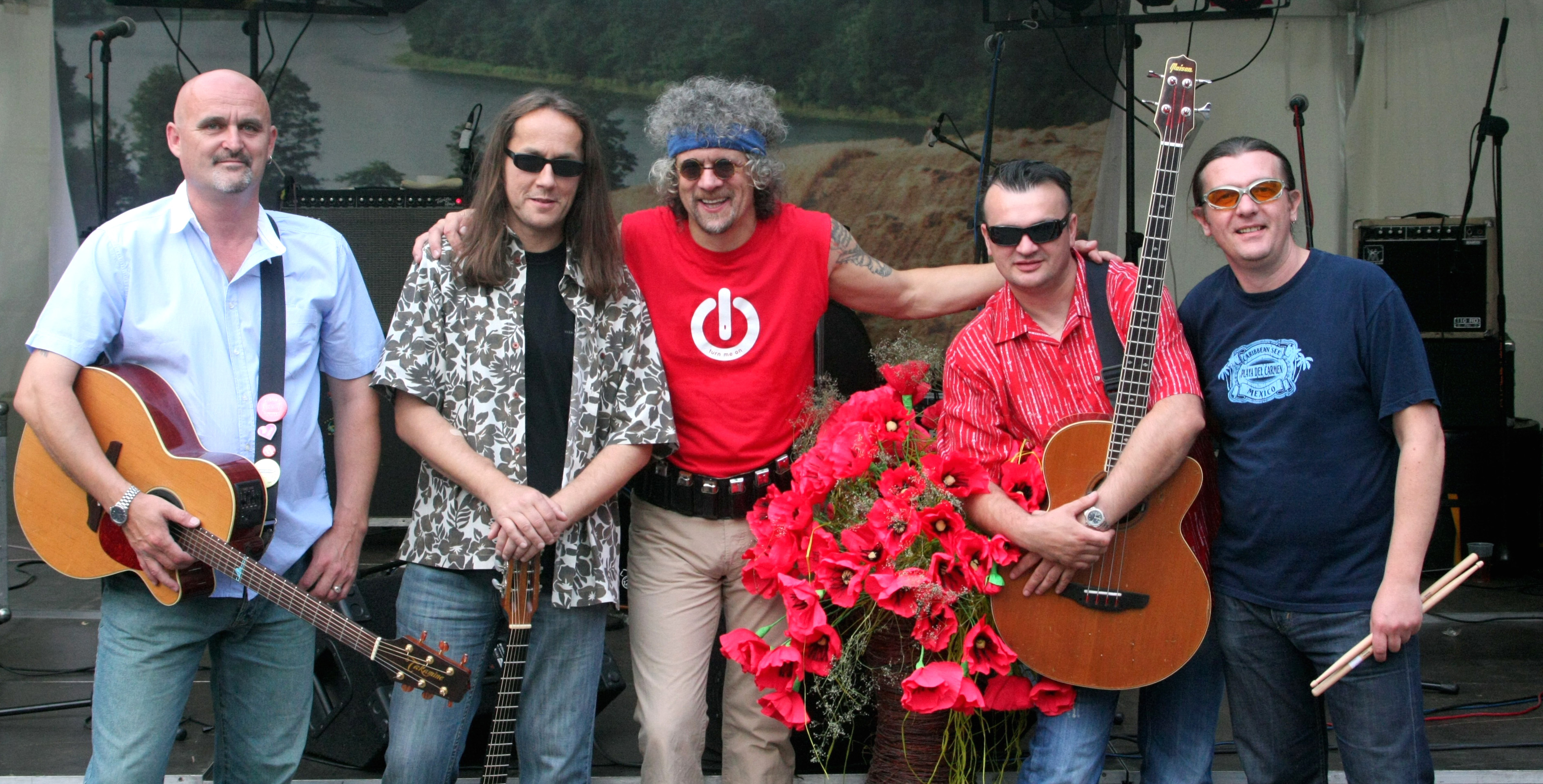
Nocna Zmiana Bluesa w 2010. Od lewej: Marek Dąbrowski, Witold Jąkalski, Sławek Wierzcholski, Piotr Dąbrowski, Grzegorz Minicz

Nocna Zmiana Bluesa – polski zespół bluesowy pochodzący z Torunia, założony przez Sławomira Wierzcholskiego w 1982 roku. W swoim dorobku zespół posiada 15 płyt. Swoimi występami otwierał koncerty m.in. B.B. Kinga i zespołu Blues Brothers. 5 sierpnia 2007 roku podczas koncertu na Scenie Letniej w „Lapidarium” Muzeum Warszawy zespół świętował 25-lecie istnienia.

## Dyskografia
- Nocny koncert (LP, 1986)
- The Blues Nightshift (LP, 1987)
- Zróbmy to razem (LP, 1990)
- The Best of The Blues Nightshift (CD, 1990)
- Unforgettable Bluesmen (CD, 1992)
- Last Mohican of The Blues (CD, 1992)
- Chory na bluesa (CD, 1993)
- Same Old Blues (MC, 1994)
- Blues mieszka w Polsce (CD, 1994)
- Co tylko chcesz (CD, 1996)
- Polski blues (CD, 1998)
- Live - Official Bootleg (CD, 2000)
- Zawsze wygra blues (CD, 2000)
- Przejściowy stan (CD, 2001)
- Satyr Blues Night (CD, 2001)
- Polski Blues/Chory na Bluesa (CD, 2004)
- Blues w sile wieku (CD, 2005)
- Harmonijkowy as (CD, 2006) – złota płyta[1]
- Historia choroby (6CD, 2006) – platynowa płyta[2]
- Blues w Filharmonii  (CD, 2009)
- Koncert w Suwałkach (z gościnnym udziałem Jana Błędowskiego CD, 2010)[3] – złota płyta[4]
- 30 (CD, 2012)
- Matematyka Serc (CD, 2014)
- Back to the Roots (CD, 2015)[5]
- My się nie damy! (CD, 2017)
- Koncert w Rozmarino (CD, 2023)

## Skład zespołu
- Sławek Wierzcholski - harmonijka, śpiew
- Witold Jąkalski - gitara akustyczna, elektryczna, slide guitar
- Wiesław Kryszewski - gitara elektryczna
- Piotr Dąbrowski - bas akustyczny, śpiew
- Kamil Długoborski - perkusja